# زيلدا (كاتبة)
زيلدا (بالعبرية: זלדה‏) هي تربوية وكاتِبة وشاعرة إسرائيلية، ولدت في 20 يونيو 1914 في دنيبرو في أوكرانيا، وتوفيت في 30 أبريل 1984 في القدس في إسرائيل.

## وصلات خارجية
- زيلدا على موقع ميوزك برينز (الإنجليزية)